# Линсбург
Линсбург (нем. Linsburg) — община в Германии, районный центр, расположен в земле Нижняя Саксония.
Входит в состав района Ниэнбург-на-Везере. Подчиняется управлению Штаймбке. Население составляет 938 человек (на 31 декабря 2010 года). Занимает площадь 23,5 км².
| Год  | Население |
| ---- | --------- |
| 1990 | 927       |
| 1995 | 991       |
| 2000 | 1034      |
| 2005 | 1010      |
| 2010 | 947       |